# Tanypus formosanus
Tanypus formosanus är en tvåvingeart som först beskrevs av Jean-Jacques Kieffer 1912.  Tanypus formosanus ingår i släktet Tanypus och familjen fjädermyggor.
Artens utbredningsområde är Taiwan. Inga underarter finns listade i Catalogue of Life.